# مسرح غرومان المصري

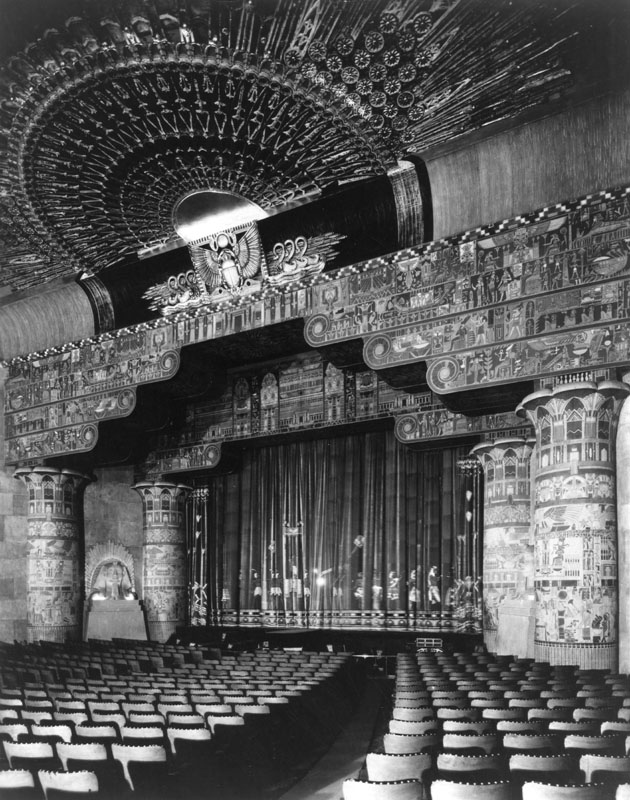
مسرح غرومان المصري من الداخل، 1922

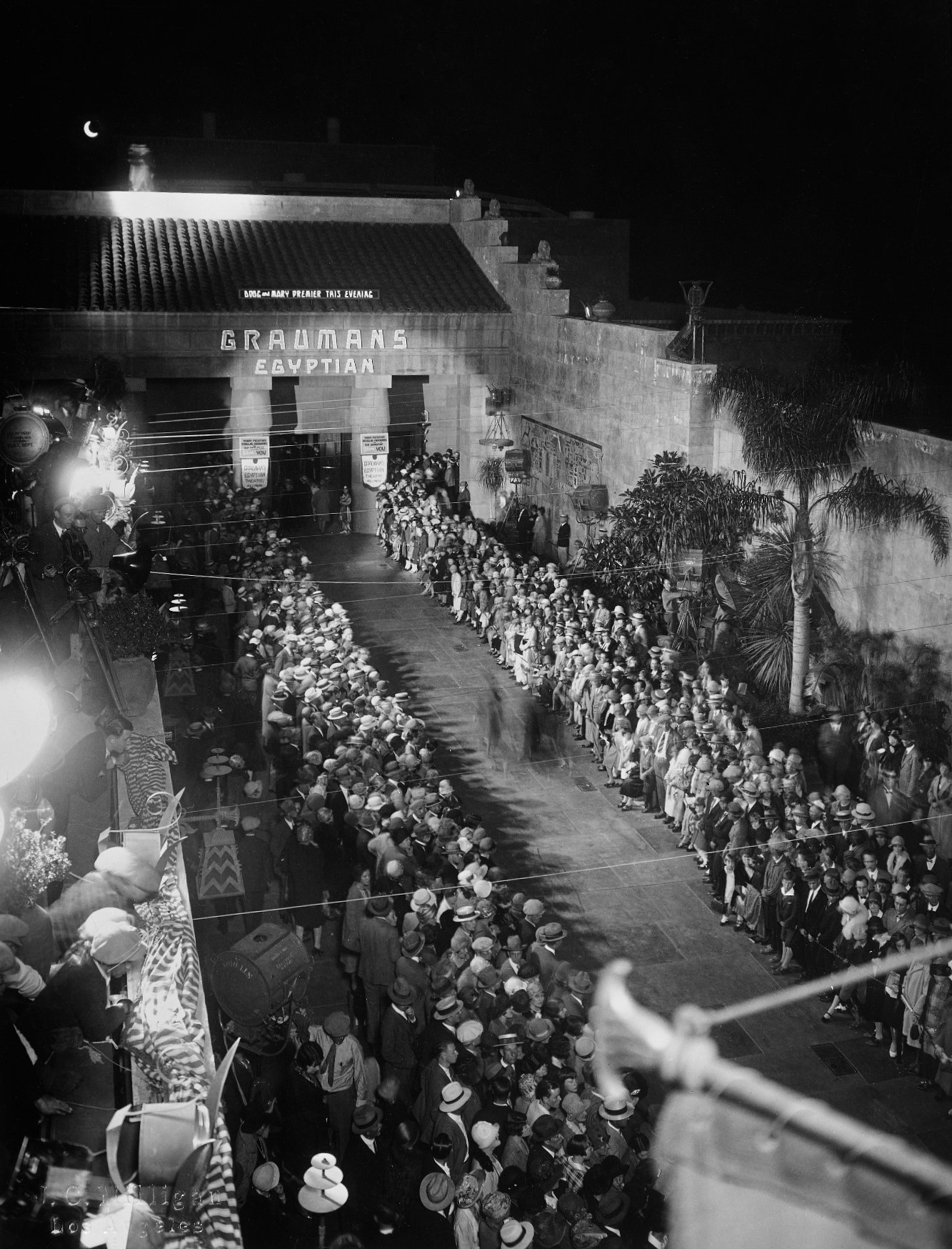
مسرح غرومان من الخارج 1922

مسرح غرومان المصري (بالإنجليزية:Grauman's Egyptian Theatre) في هوليوود بوليفارد، هوليوود كاليفورنيا، هو أحد أشهر دور العرض السينمائي في العالم، افتتح في العام 1922، وكان مقرًا لأول عرض رئيسي «بريميير» في افتتاحيات هوليوود، وهو مملوك من قبل شركة أمريكان سينماتك، وقد استغرق بناؤه نحو سنة ونصف، بتكلفة وصلت إلى 800 ألف دولار، وهو مصمم على طريقة العمارة الفرعونية.

## تاريخ
المسرح المصري أو اختصارا «ذا إيجبشن»، بناه رجل الاستعراض سيد غرومان الذي بنى بعد ذلك مسرح غرومان الصيني في هوليوود بوليفارد. قبل ذلك كان غرومان قد بنى أحد أول دور العرض السينمائي في الولايات المتحدة وهي مسرح المليون دولار والذي افتتح في 1918 في «داون تاون لوس أنجليس» وسط لوس أنجليس. تكلف المسرح المصري 800.000$ دولار أمريكي، واستغرق 18 شهرا لبناءه. قام المعماريان «ميير وهولير» بتصميم المبنى فيما قامت ببناءه شركة ميلواكي للبناء. وروعي في التصميم الخارجي للمسرح طراز «احياء العمارة المصرية» "Egyptian Revival architecture".
المسرح المصري كان مسرحا لأول عرض افتتاحي رئيسي في تاريخ هوليوود. وكان لفيلم روبن هود من بطولة دوغلاس فيربانكس. وكان الافتتاح الكبير في يوم الأربعاء 18 أكتوبر 1922. الفيلم تكلف حوالي المليون دولار أمريكي، فيما كانت قيمة تذكرة حضور حفل فيلم روبن هود 5 دولارات. كان بالإمكان أن يحجز الفرد مقدما مقعد لمدة أسبوعين من تاريخ شراء التذكرة لحضور العرض اليومي.
العرض المسائي كان 75 سنتا، 1 دولار أو 1.5 دولار. الفيلم لم يكن يعرض في أي سينما في لوس أنجليس في ذلك العام.
في 1927 قام سيد غورمان بافتتاح مسرح آخر من ناحية الغرب من هوليوود بوليفارد، وتمشيا مع حالة الجمهور في تلك الحقبة والذي كان مولعا بالموضوعات العالمية أطلق على المتحف الجديد اسم المتحف الصيني. (في النهاية تخطت شهرته شهرة المسرح المصري بسبب ممشى المشاهير الخاص به.)

## وحي لمسارح سينمائية أخرى
تخطيط وتصميم المسرح المصري كان ملهما ومحاكيا لدور عرض سينمائي أخرى في الولايات المتحدة الأمريكية، حيث تسمت باسم المسرح المصري الأصلي منها كمثال «مسرح بيري المصري» في أوغدن يوتاه الذي افتتح في العام 1924 حيث أصبحت تسمية المسرح المصري شعبية لعدد من دور العرض في الولايات المتحدة.

## وصلات خارجية
- egyptiantheatre.com
- americancinematheque.com